# Język moronene
Język moronene (lub maronene) – język austronezyjski używany w prowincji Celebes Południowo-Wschodni w Indonezji. Według danych z 2000 roku posługuje się nim 37 tys. osób.
Jego użytkownicy zamieszkują fragment wyspy Sulawesi oraz wyspę Kabaena. Dzieli się na dwa dialekty: rumbia-poleang (moronene) i tokotu’a (kabaena). W starszej literaturze był klasyfikowany jako dialekt języka bungku.
Potencjalnie zagrożony wymarciem. W latach 90. XX wieku odnotowano, że jest w pewnym stopniu wypierany przez język bugijski (we wsiach, gdzie dominuje ludność bugijska) oraz język indonezyjski (w miastach). Od początku XXI w. obserwuje się wzrost roli języka narodowego, który jest przyswajany jako pierwszy język (nawet w tych miejscowościach, gdzie ludność Moronene stanowi większość). Wieloetniczny charakter regionu sprawia, że częsta jest wielojęzyczność.
Moronene występuje w edukacji, piśmiennictwie i audycjach radiowych. Dokumentacją tego języka zajmowali się m.in. David T. Andersen oraz badacze związani z Kantor Bahasa Provinsi Sulawesi Tenggara. Dostępne materiały językowe to gramatyka (1991), słownik i zbiory materiałów tekstowych; powstał też projekt ortografii. Jest zapisywany alfabetem łacińskim.